# Hololive 2nd fes. Beyond the Stage Supported By Bushiroad
「hololive 2nd fes. Beyond the Stage Supported By Bushiroad」（ホロライブ セカンド フェス ビヨンド ザ ステージ サポーテッド バイ ブシロード）は、2020年12月21日から12月22日にかけて日本・TACHIKAWA STAGE GARDENにて開催された、女性バーチャルYouTuberグループ・ホロライブの2回目の全体ライブ。「STAGE1」（ステージ1）、「STAGE2」（ステージ2）の2公演からなり、それぞれ同年12月21日と12月22日の19時から行われた。ホロライブ、同グループが所属するバーチャルYouTuber事務所・ホロライブプロダクション、およびこれらの運営元・カバー株式会社が主催する。公式ハッシュタグは「#こえていくホロライブ」で、公演日には同ハッシュタグがTwitterトレンド世界1位を獲得した。本公演は、新型コロナウイルス感染拡大の影響により、無観客での開催となった。

## 協賛・制作協力
特別協賛
Bushiroad
協賛
UHA味覚糖
制作協力
LOGIC&MAGIC、LIFE、ヤマハミュージックエンタテインメントホールディングス、ハンズオン・エンタテインメント

## 出演タレント・アナウンスを担当したタレント
出演タレントは、MC6.まではふだんの配信で使用しているものと同一の衣装、17曲目以降はアイドル衣装（オリジン衣装）を着て出演した。また、アナウンスを担当したタレントは、ホロライブのタレントが日本語、ホロライブインドネシアのタレントがインドネシア語、ホロライブEnglishのタレントが英語のアナウンスを公演開始前に行った。
ホロライブ4期生の出演タレント（STAGE1および STAGE2の双方に出演）
天音かなた、桐生ココ、角巻わため、常闇トワ、姫森ルーナ
ホロライブ4期生を除くSTAGE1の出演タレント
ときのそら、さくらみこ、AZKi、夜空メル、赤井はあと、湊あくあ、紫咲シオン、癒月ちょこ、兎田ぺこら、潤羽るしあ、宝鐘マリン
ホロライブ4期生を除くSTAGE2の出演タレント
ロボ子さん、星街すいせい、アキ・ローゼンタール、白上フブキ、夏色まつり、百鬼あやめ、大空スバル、大神ミオ、猫又おかゆ、戌神ころね、不知火フレア、白銀ノエル
アナウンスを担当したタレント
|                        | STAGE1                                                         | STAGE2                                                           |
| ---------------------- | -------------------------------------------------------------- | ---------------------------------------------------------------- |
| ホロライブ             | 雪花ラミィ、獅白ぼたん                                         | 桃鈴ねね、尾丸ポルカ                                             |
| ホロライブインドネシア | クレイジー・オリー、アーニャ・メルフィッサ、パヴォリア・レイネ | アユンダ・リス、ムーナ・ホシノヴァ、アイラニ・イオフィフティーン |
| ホロライブEnglish      | 森美声、小鳥遊キアラ                                           | 一伊那尓栖、がうる・ぐら、ワトソン・アメリア                     |

## セットリスト
「ホロぐらSTAGE1」では、2020年12月27日にYouTubeにて配信されたWebアニメ『ホロのぐらふぃてぃ』第86話の前半、「ホロぐらSTAGE2」では、同話の後半が先行して配信された。また、「STAGE1」の25曲目の「キラメキライダー☆」および、「STAGE2」の26曲目の「Shiny Smily Story」の歌唱時には、拡張現実による演出が行われた。
STAGE1
1. 「千本桜」（ホロライブ4期生の出演タレント全員）
  - MC1.（ホロライブ4期生の出演タレント全員）
2. 「-ERROR」（常闇トワ）
3. 「ECHO」（桐生ココ）
4. 「愛昧ショコラーテ」（角巻わため）
  - MC2.（ホロライブ4期生の出演タレント全員）
5. 「Shiny Smily Story」（ホロライブ4期生を除くSTAGE1の出演タレント全員）
  - MC3.（ホロライブ4期生を除くSTAGE1の出演タレント全員）
6. 「Ahoy!! 我ら宝鐘海賊団☆」（宝鐘マリン）
7. 「青空のラプソディ」（兎田ぺこら）
8. 「恋の才能」（潤羽るしあ）
9. 「サクラカゼ」（さくらみこ）
  - MC4.（さくらみこ、宝鐘マリン）
10. 「ファンサ」（癒月ちょこ）
11. 「バイオレンストリガー」（夜空メル）
12. 「RED HEART」（赤井はあと）
13. 「おじゃま虫」（紫咲シオン）
  - MC5.（夜空メル、癒月ちょこ）
14. 「青い夢」（AZKi）
15. 「#あくあ色ぱれっと」（湊あくあ）
16. 「ぐるぐる・ラブストーリー」（ときのそら）
  - MC6.（さくらみこ、宝鐘マリン）
  - ホロぐらSTAGE1
  - ホロライブ言えるかな?STAGE1
17. 「adrenaline!!!」（ときのそら、AZKi、夜空メル）
18. 「夜に駆ける」（赤井はあと、潤羽るしあ）
19. 「ハレ晴レユカイ」（湊あくあ、紫咲シオン、癒月ちょこ）
20. 「とまどい→レシピ」（さくらみこ、兎田ぺこら、宝鐘マリン）
  - MC7.（湊あくあ、紫咲シオン）
21. 「今宵はHalloween Night!」（夜空メル、紫咲シオン、癒月ちょこ、潤羽るしあ）
22. 「マイオドレ!舞舞タイム」（ときのそら、さくらみこ）
23. 「Hacha-Mecha ミラクル」（赤井はあと、湊あくあ、兎田ぺこら）
24. 「Kiss me! Choose me!」（さくらみこ、AZKi、宝鐘マリン）
  - MC8.（ホロライブ4期生を除くSTAGE1の出演タレント全員）
25. 「キラメキライダー☆」（ホロライブ4期生を除くSTAGE1の出演タレント全員）

STAGE2
1. 「はじめてのチュウ」（姫森ルーナ）
2. 「ゴーストルール」（天音かなた）
  - MC1.（ホロライブ4期生の出演タレント全員）
3. 「ロキ」（ホロライブ4期生の出演タレント全員）
  - MC2.（ホロライブ4期生の出演タレント全員）
4. 「キラメキライダー☆」（ホロライブ4期生を除くSTAGE2の出演タレント全員）
  - MC3.（ホロライブ4期生を除くSTAGE2の出演タレント全員）
5. 「No.1」（夏色まつり）
6. 「アザミナ」（ロボ子さん）
7. 「PHANTOM MINDS」（大神ミオ）
8. 「Say!ファンファーレ!」（白上フブキ）
  - MC4.（白上フブキ、大神ミオ）
9. 「シャルイース」（アキ・ローゼンタール）
10. 「ドキッ!こういうのが恋なの?」（白銀ノエル）
11. 「ハイタッチ☆メモリー」（大空スバル）
12. 「スクランブル」（不知火フレア）
  - MC5.（不知火フレア、白銀ノエル）
13. 「愛言葉Ⅲ」（百鬼あやめ）
14. 「ハロハロナリヤンス音頭」（戌神ころね）
15. 「ウミユリ海底譚」（猫又おかゆ）
16. 「NEXT COLOR PLANET」（星街すいせい）
  - MC6.（星街すいせい、白上フブキ）
  - ホロぐらSTAGE2
  - ホロライブ言えるかな?STAGE2
17. 「花ハ踊レヤいろはにほ」（白上フブキ、百鬼あやめ、大空スバル、大神ミオ）
18. 「メテオ」（猫又おかゆ、戌神ころね）
19. 「sweets parade」（ロボ子さん、アキ・ローゼンタール、白銀ノエル）
20. 「愛Dee」（星街すいせい、夏色まつり）
  - MC7.（星街すいせい、夏色まつり）
21. 「R」（ロボ子さん、アキ・ローゼンタール）
22. 「羞恥心」（白上フブキ、猫又おかゆ、戌神ころね）
23. 「Lamb.」（星街すいせい、夏色まつり、不知火フレア）
24. 「最強パレパレード」（百鬼あやめ、大空スバル、大神ミオ）
25. 「ハッピーシンセサイザ」（不知火フレア、白銀ノエル）
  - MC8.（ホロライブ4期生を除くSTAGE2の出演タレント全員）
26. 「Shiny Smily Story」（ホロライブ4期生を除くSTAGE2の出演タレント全員）

## エンディング
「STAGE2」の公演終了直後には、以下の情報が発表された。
1. hololive IDOL PROJECTのライブ「hololive IDOL PROJECT 1st Live.『Bloom,』」の開催[9]
2. Blu-ray Disc『hololive 2nd fes. Beyond the Stage』の発売[10]
3. hololive IDOL PROJECTの楽曲の9週連続での配信[11]

## 楽曲「ホロライブ言えるかな？ Beyond the Stage ver.」
「ホロライブ言えるかな？ Beyond the Stage ver.」は、「hololive 2nd fes. Beyond the Stage Supported By Bushiroad」にて公開されたのち、2021年1月8日にYouTubeでも公開された楽曲。角巻わための楽曲「ホロライブ言えるかな?」の歌詞を改変したもので、楽曲公開時点でのホロライブ、イノナカミュージック、ホロライブインドネシア、ホロライブEnglishの所属タレント全員（ときのそら、ロボ子さん、さくらみこ、星街すいせい、AZKi、夜空メル、アキ・ローゼンタール、赤井はあと、白上フブキ、夏色まつり、湊あくあ、紫咲シオン、百鬼あやめ、癒月ちょこ、大空スバル、大神ミオ、猫又おかゆ、戌神ころね、兎田ぺこら、潤羽るしあ、不知火フレア、白銀ノエル、宝鐘マリン、天音かなた、桐生ココ、角巻、常闇トワ、姫森ルーナ、雪花ラミィ、桃鈴ねね、獅白ぼたん、尾丸ポルカ、アユンダ・リス、ムーナ・ホシノヴァ、アイラニ・イオフィフティーン、クレイジー・オリー、アーニャ・メルフィッサ、パヴォリア・レイネ、森美声、小鳥遊キアラ、一伊那尓栖、がうる・ぐら、ワトソン・アメリア）が歌唱を担当した。

## Blu-ray Disc
『hololive 2nd fes. Beyond the Stage』は、株式会社ブシロードミュージックから2021年6月23日に発売された、「hololive 2nd fes. Beyond the Stage Supported By Bushiroad」の模様を収録したBlu-ray Disc。初週12,266枚として、オリコンチャートによる2021年07月05日付の週間 Blu-rayランキングにて8位、週間 ミュージックBlu-rayランキングおよび、週間 ミュージックDVD・Blu-rayランキングにて1位を記録した。